# Nhạc pop Mỹ
Nhạc pop Mỹ hay nhạc pop Hoa Kỳ (tiếng Anh: American pop) hay với tên gọi thông dụng khác như "Pop" là một thuật ngữ khá mơ hồ, áp dụng chung cho bất kỳ hình thức âm nhạc nào là phổ biến nhất trong cộng đồng khán thính giả thanh thiếu niên Hoa Kỳ. Thanh thiếu niên là đối tượng khán giả đặc biệt quan trọng vì số lượng chi tiêu tuỳ ý của họ tương đối lớn và sự hâm mộ cuồng nhiệt với các ngôi sao nhạc pop. Mặc dù kỷ nguyên hiện đại của nhạc teen pop thường không được cho là đã bắt đầu đến những năm 1960, khi ấy có những tiền đề quan trọng.
Vào cuối những năm 1990, đã có sự đa dạng lớn về thể loại teen pop bao gồm các ca sĩ như Christina Aguilera, Britney Spears, Mandy Moore, Jessica Simpson và những nhóm nhạc nam như Backstreet Boys và *NSYNC.

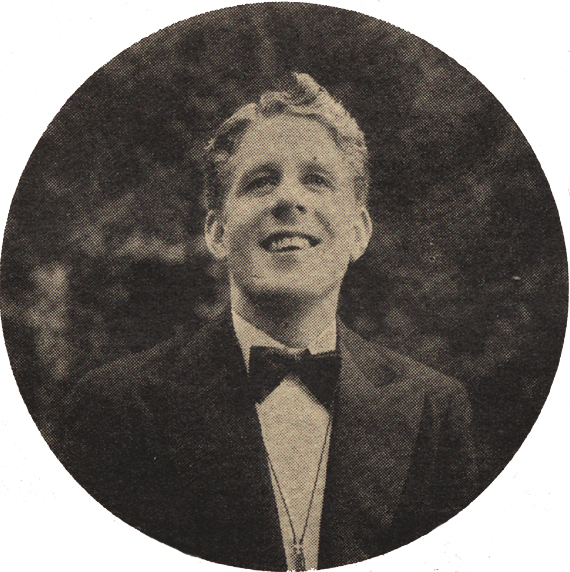
Nghệ sĩ nhạc jazz Rudy Vallee